# Mrtvé duše
Mrtvé duše (1842–1846, Мёртвые души) je satirický román ruského prozaika a dramatika Nikolaje Vasiljeviče Gogola (1809–1852). Jde o rozsáhlé dílo podávající obraz nekalých obchodních praktik v nevolnické Rusi a kritizující všechny složky tehdejší ruské společenské i ekonomické struktury. Zdrcující kritice jsou podrobeni zejména statkáři pro jejich opilství, gamblerství, lži, rozmařilost, šílené skrblictví i neschopnost k jakémukoliv činu. Po potížích s cenzurou musel být román přepracován: byla zmírněna útočnost některých epizod (např. vložené Povídky o kapitánu Kopejnikovi vyprávějící o ponižovaném hrdinovi vlastenecké války z roku 1812, který se marně domáhá svých práv a posléze přejde ke zbojnické bandě) a byl také změněn jeho název na Příběhy Čičikova neboli Mrtvé duše (Похождения Чичикова или Мёртвые души). Po svém vydání měla kniha velký úspěch a pokrokovými kritiky byla přijata s nadšením, byla však také označována za zlovolný výmysl a fikci.
Román je napsaný na rozhraní romantismu a realismu. Má pikareskní kompozicí přerůstající až v nadreálnou grotesku a sám autor jej označil za poemu v próze. Román obsahuje časté lyrické vložky, které se objevují i bez logických souvislostí, kdy se autor například vmísí do hovoru dvou postav a vyjadřuje svoje myšlenky. Ke konci knihy se pak Gogol zmiňuje o tom, že má v úmyslu napsat trilogii, která bude svou stavbou analogická k Dantově Božské komedii: svět měl v ní být předváděn nejprve takový, jaký je (peklo), poté jaký má být (očistec) a nakonec svět proměněný (ráj). Takováto kompozice je dokonce typická pro osvícenský utopický román.
Gogol pak skutečně vytvořil tři varianty druhého dílu románu, které však pokaždé zničil. Třetí variantu spálil dokonce jen šest dnů před svou smrtí, zřejmě v záchvatu duševní deprese a náboženského poblouznění. U Gogola totiž propukla duševní choroba, pod jejímž vlivem a pod vlivem náboženského fanatismu začal pochybovat o správnosti vydávání svých děl a dokonce chtěl celou svoji tvorbu úplně zavrhnout. Ze dvou zlomků druhého dílu, které se po Gogolově smrti našly, se zachovalo pouze několik neúplných kapitol.

## Obsah prvního dílu románu

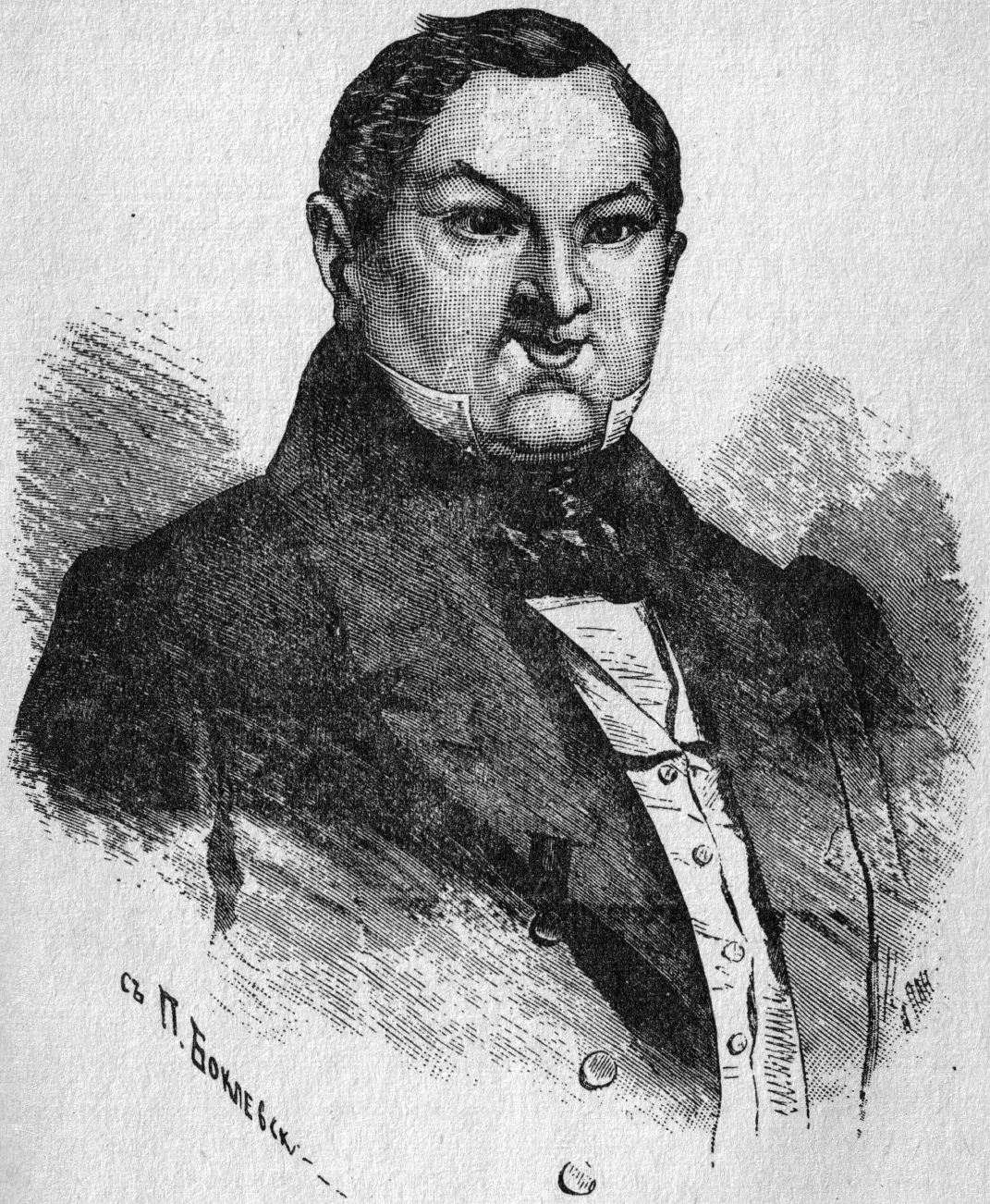
Čičikov (ilustrace Petra Michajloviče Boklevského z roku 1895).

Gogolův román se odehrává v období počátků ruského kapitalismu, který využíval přežívající feudální vztahy k podnikatelským spekulacím. Hlavním hrdinou je úředník Pavel Ivanovič Čičikov, snažící se za každou cenu zbohatnout. Touží po penězích, aniž by se štítil jakýchkoliv prostředků. Chce jenom jedno: mít tolik, aby mohl rozhazovat a žít v přepychu. Je úlisný a zdvořilý, jemných mravů, mluví vždy kulatě a o ničem, jádra věci se dotýká jen mimochodem. Není to už sprostý vyděrač nebo podvodník, je to spekulant.
Čičikov se nejprve snaží obohatit pomocí úplatků. Díky podbízení se nadřízeným získá místo v komisi pro stavbu nemovitostí. Když se však do čela komise dostane osoba, která jej bytostně nesnáší, musí z komise odejít. Začne pracovat jako celník, domluví se s pašeráky a za úplatek nechává procházet jejich zboží. Pohádá se však se svým kolegou a spolupachatelem, a ten na něho pošle udání. Jako zázrakem unikne trestu, ale musí začít opět znovu. Stane se právním zmocněncem a dostane mimo jiné za úkol vyřídit zastavení několika set nevolníků u poručenské rady. To mu vnukne geniální plán, založený na tom, že každý statkář jako majitel nevolníků (duší), za které platí daně, musí tyto daně platit až do příštího sčítání lidu i za ty, kteří mezitím zemřeli. Čičikov chce tyto „mrtvé duše“ od statkářů koupit, protože je oprávněně přesvědčen o tom, že statkáři se povinnosti platit za ně daně jistě rádi zbaví. Díky tomu by se Čičikov mohl vykázat vlastnictvím většího počtu nevolníků, podle tehdejšího práva mohl žádat o přidělení půdy zdarma v málo obydlených oblastech Ruska, a za mužiky, zaznamenané v úředních listinách jako živé, by dostal peníze, za které by si pořídil statek a své vlastní živé nevolníky.
Odjíždí proto do guberniálního města N. a celý týden se zde věnuje návštěvám všech městských hodnostářů: gubernátora, místogubernátora, předsedy soudu, prokurátora, policejního rady atd. Všem se zalíbí a získá si důvěru po celém městě. U gubernátora se pak seznámí se dvěma statkáři, Manilovem a Sobakevičem, kteří ho zvou na návštěvu svých statků. Tím začíná Čičikovova groteskní cesta po ruském venkově, při které s přihlouplým kočím Selifanem a hrubým sluhou Petruškou objíždí místní statkářskou honoraci, aby od ní získal pro ně nepotřebné mrtvé duše. Za mrtvé duše lze však považovat i tyto statkáře, ačkoliv ještě žijí. Gogol popisuje jejich bezpracný a neužitečný život, jehož jedinou náplní je ve většině případů neukojitelná touha po majetku. Každý portrét statkáře, kterého Čičikov navštíví, je tak hlubokou sondou do zdeformovaných vztahů tehdejší ruské společnosti. Úředníky z gubernského města Gogol pak zobrazuje jako šedou, nevýraznou masu všedních lidí, kteří se však stejně jako statkáři snaží pouze hromadit majetek.
Prvním ze statkářů, kterého Čičikov navštíví, je upovídaný, sentimentální a činu neschopný Manilov (v jiných českých překladech Líbeznický), odporně sladký člověk bez vůle, jehož největším snem je postavit most přes rybník. Manilov je nejprve sice trochu zaskočen Čičikovovým návrhem, aby mu prodal nebo ještě lépe zadarmo přenechal mrtvé nevolníky, ze kterých stejně nemá žádný užitek, ale po chvíli souhlasí, když mu Čičikov ještě nabídne, že všechny výdaje s kupní smlouvou zaplatí sám. Poté se Čičikov spokojeně vydává na několik verst vzdálený statek Sobakevičův. Opilý kočí Selifan však zabloudí a za bouřky dokonce zvrhne bryčku, a tak se Čičikov musí uchýlit na statek vdovy Korobočkové.

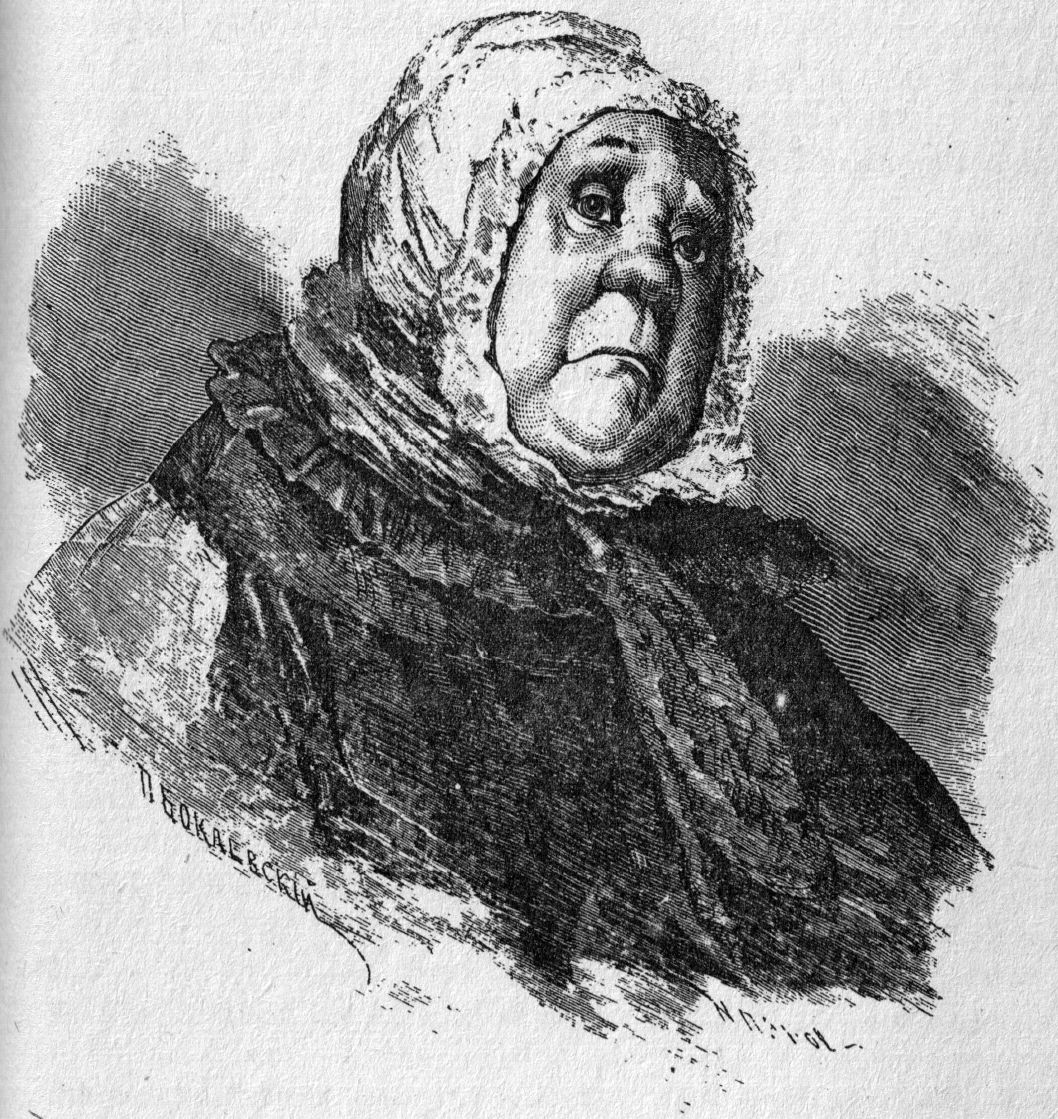
Korobočková (ilustrace Petra Michajloviče Boklevského z roku 1895).

Statkářka Korobočková je duševně zcela omezená a její obzor končí sotva za vraty jejího statku, který je její jedinou starostí. Všeho má dostatek a hojnost, ale toto její bohatství je naprosto neužitečné, neplodné, zbytečné. Korobočková Čičikovovi mrtvé duše nejdřív přenechat ani prodat nechce, ale když jí Čičikov zalže, že by od ní v budoucnu kupoval různé hospodářské plodiny a že má také státní zakázky, s prodejem souhlasí.
Čičikov pokračuje ve své cestě za Sobakevičem. V hostinci, kde se zastaví, potkává statkáře Nozdreva, s nímž obědval u prokurátora. Nozdrev je hýřil, náladový chlubil, notorický lhář, rváč a falešný hráč, který ztratil zájem o vše kromě karet, sázek, rvaček a vína. Čičíkov s ním odjíždí na jeho zanedbaný statek. Aby s ním Nozdrev vůbec jednal, musí s ním Čičikov hrát dámu, při které Nozdrev podvádí. Když si chce druhý den Nozdrev opět zahrát, Čičikov to odmítne. Nozdrev mu začne vyhrožovat, nechce ho nechat odjet a schyluje se ke rvačce. Naštěstí přijíždí policejní komisař, který Nozdreva vyšetřuje kvůli nějakému jinému incidentu, čehož Čičikov využije a rychle odjíždí k Sobakevičovi.
Sobakevič je neohrabaný, bezcitný a všechno nenávidějící hromotluk, hrubián a lakomec, který mrtvé duše Čičikovovi okamžitě a ochotně prodá. Při rozhovoru s Čičikovem se pak zmíní o Pljuškinovi, kterému prý vymřela téměř celá vesnice. Čičikov se rozhodne, že k Pljuškinovi zajede.
Pljuškin (v jiných českých překladech Plesnivec) chodí roztrhaný, špinavý a neoholený. Není na něm k poznání, zdali je to poddaný nebo bárin. Vlastně přestal již být člověkem. Sbírá kdejaký hadr a hladoví mezi zbytečně nahromaděnými věcmi, zatímco mu hnije a rozpadá se celé jeho nesmírné bohatství.
Čičikov sice nakoupil mrtvé duše, ale utajit se mu to nepodařilo. Když se po jeho návratu do města pořádá u gubernátora bál, objeví se na něm Nozdrev, který začne všem vykládat o tom, co Čičikov dělá. Po městě se pak následně začne šířít vlna výmyslů o tom, kdo to vlastně Čičikov je. Objevují se dokonce i pomluvy, že je to vrah nebo že chce unést gubernátorovu dceru. Nakonec už s Čičikovem nikdo nemluví, všichni ho odmítají a tak je Čičikov nucen opustit město. Přitom se střetne s pohřebním průvodem. Je to pohřeb prokurátora, který zemřel vyděšen událostmi kolem obchodu s mrtvými dušemi.

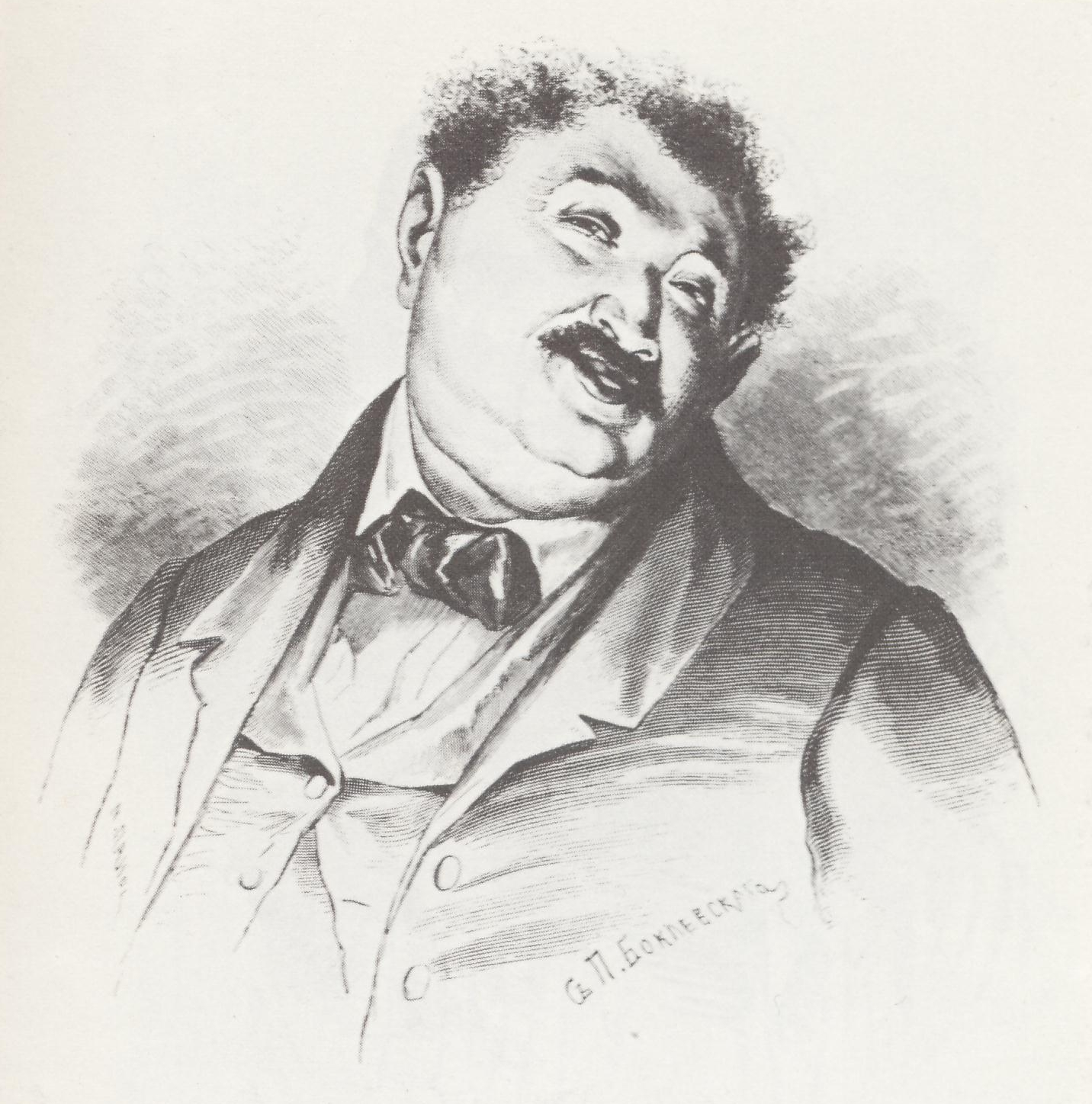
Manilov
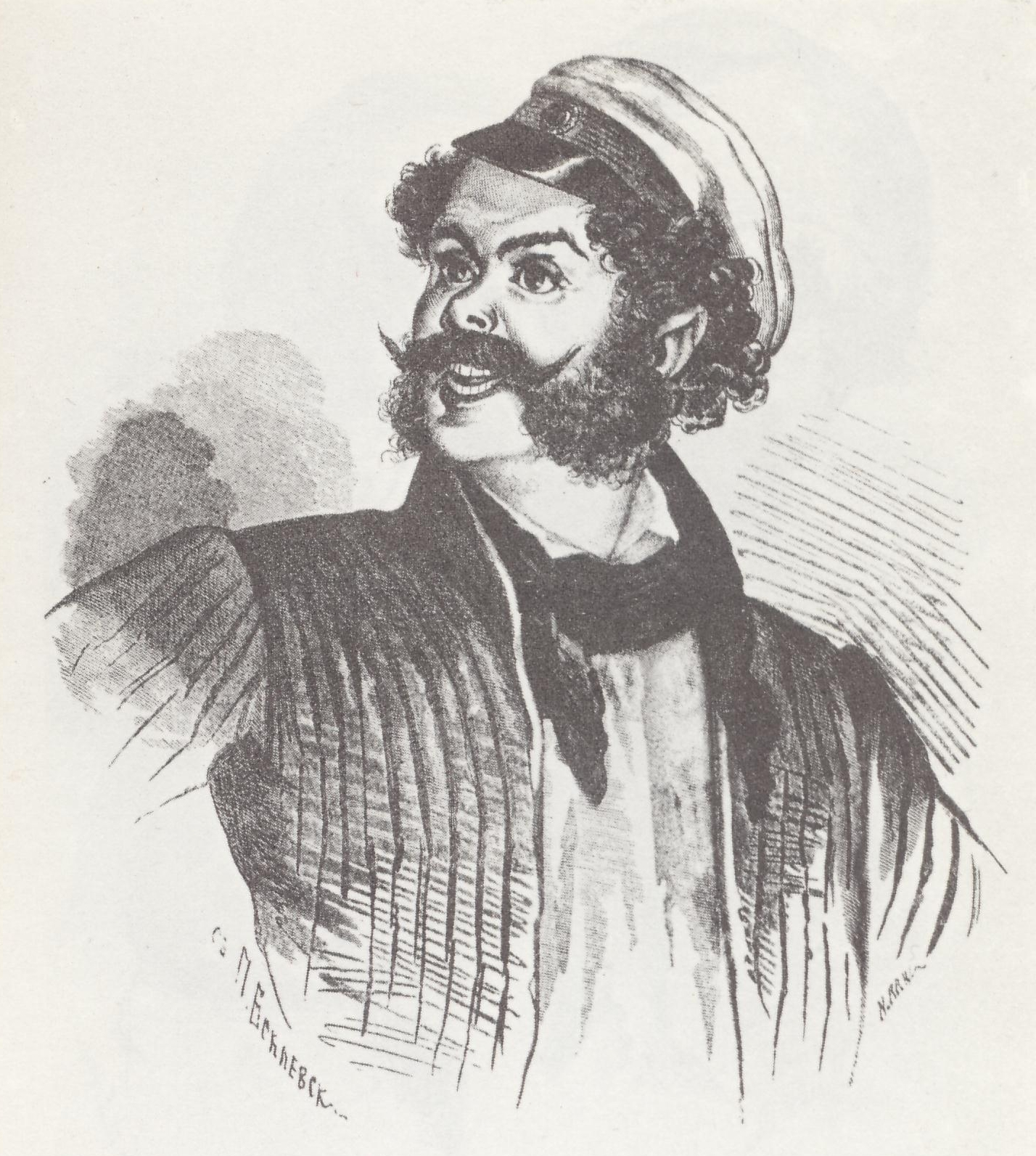
Nozdrev
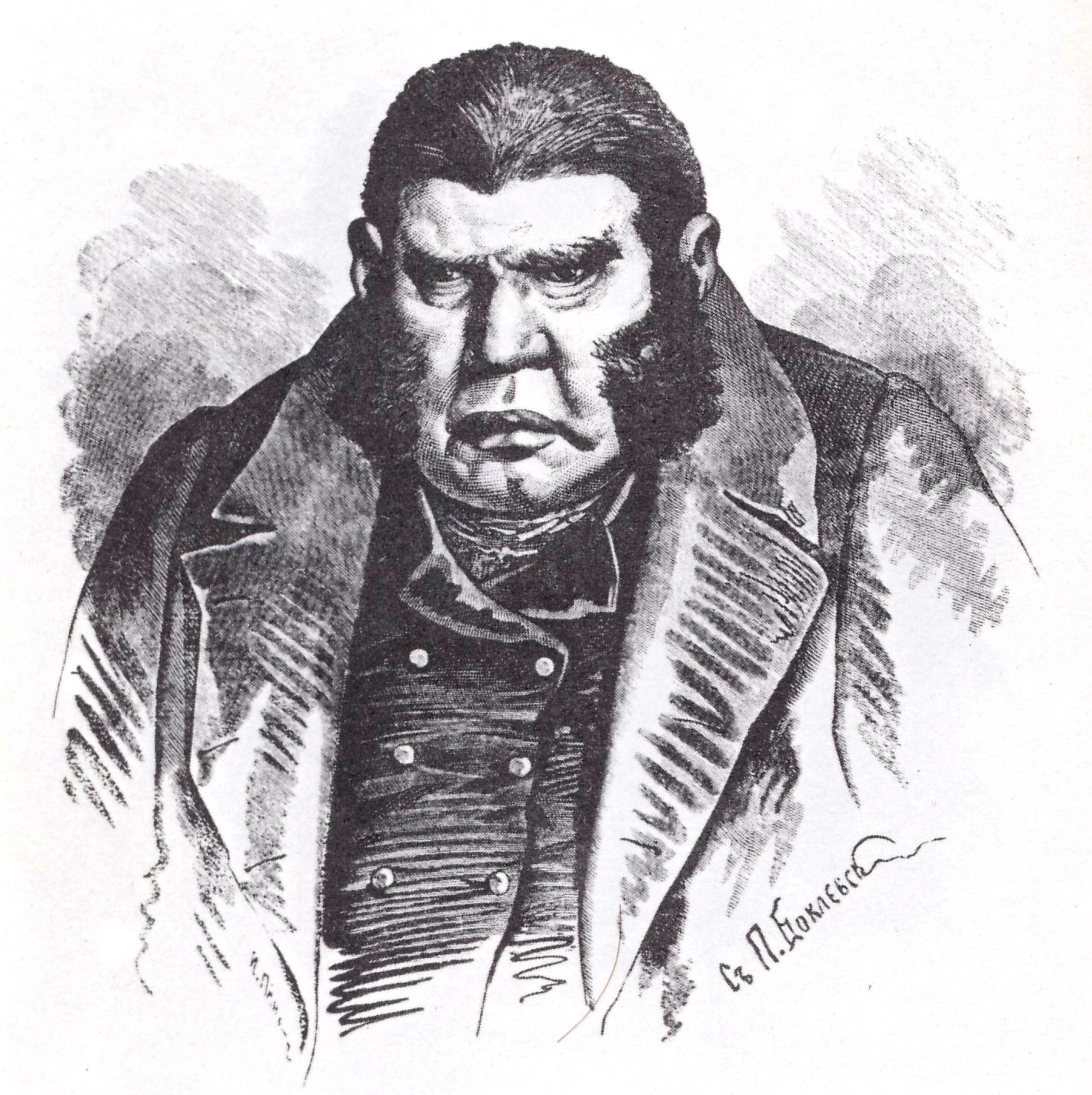
Sobakevič
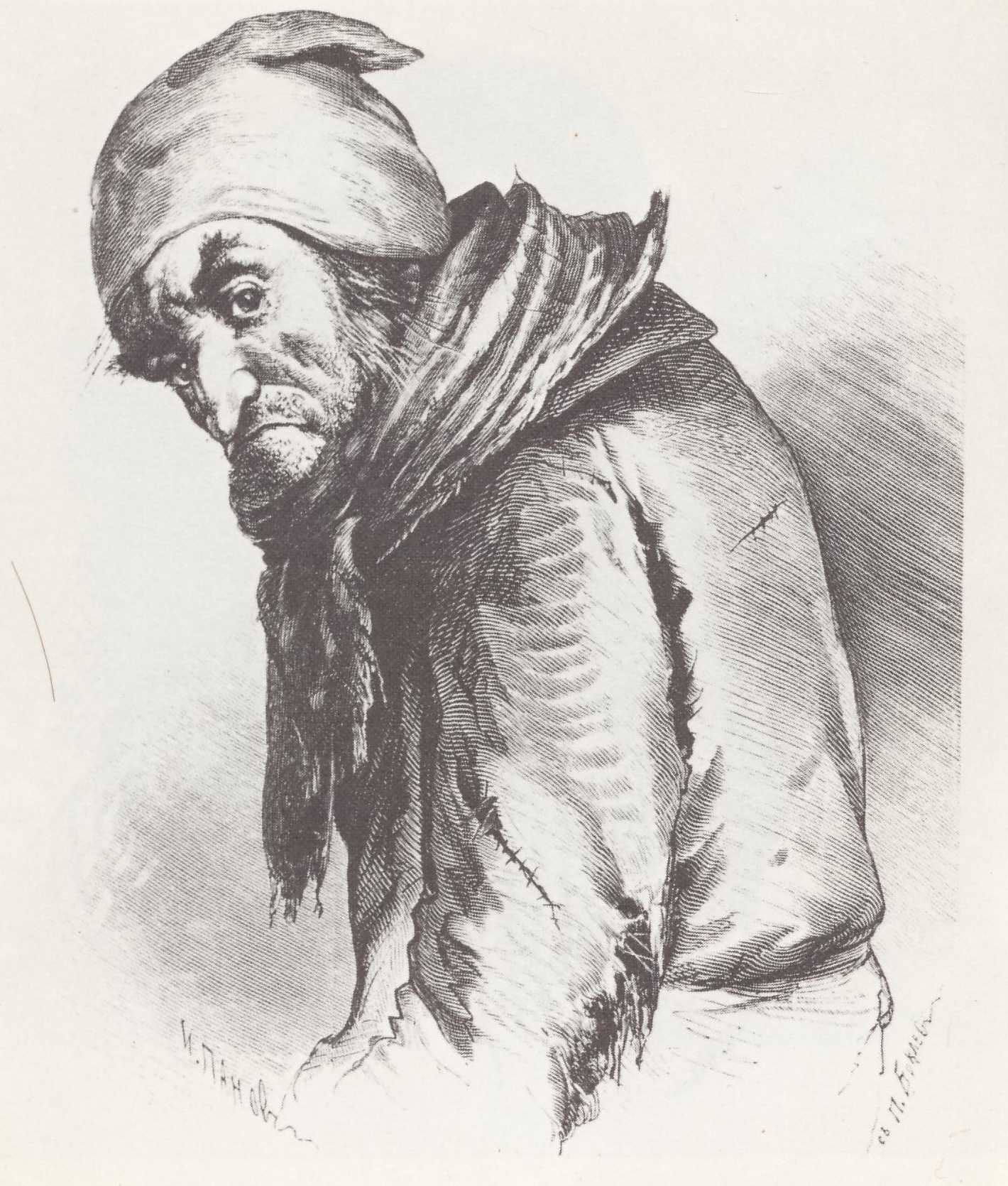
Pljuškin

Ilustrace Petra Michajloviče Boklevského z roku 1895

## Druhý díl
Podle Gogolovy koncepce románu měl být druhý díl oproti „peklu“ prvního jakýmsi „očistcem“, a některé postavy v něm vystupující, měly vyjadřovat schopnost překonat prázdný zbohatlický život. Avšak vzhledem k tomu, že jde o fragmenty, lze velmi těžko posoudit, jak by se tento úmysl autorovi podařil (v rukopise chybí nejen věty a odstavce, ale také celé velké části).
Čičikov se nejprve objeví na statku Ivana Andrejeviče Těntětnikova, který za mlada toužil po vzdělání, brzy jej však všechno omrzelo a nyní nedělá téměř nic, než že spí, jí, sedí a dívá se z okna. Čičikov se dozví, že kdysi Těntětnikov jezdil na návštěvy za svým sousedem, generálem Betriščevem a ucházel se o jeho dceru. Kvůli maličkosti se však pohádali a přerušili veškeré styky. Proto se nabídne, že za generálem zajede a vše urovná. Generálovi, který je zobrazen jako typický vyšší hodnostář, se Čičikov zalíbí natolik, že mu dokonce prodá i mrtvé duše.
Následuje značná mezera v rukopise.
Čičikov jede za jedním z generálových známých, ale cesta ho nakonec po několika peripetiích zavede na statek jakéhosi Chlobujeva, který je nucen prodat své zničené a zanedbané panství téměř za pakatel. Je to žalostný případ zkrachovalého šlechtice, kterému nakonec nezbude nic jiného, než jít na žebrotu. Čičikov si vypůjčí peníze a statek koupí a již se těší, že si bude žít jako statkář Kostanžoglo, se kterým se rovněž seznámil a kterému se vše daří. Konstanžoglo však není ani tak statkář, ale spíše již podnikatel. Je to v podstatě první kladný typ v knize.
Zde se nachází další značná mezera v rukopise.
Čičikov se objevuje ve městě, kde nakupuje velmi drahé sukno na svůj nový oblek. Tu ale přichází strážník a zatýká ho, protože Čičikov zřejmě zfalšoval závěť právě zemřelé zdejší milionářky. Čičikov je opět na dně, zdá se, že je nepoučitelný a Gubernátor by jej nejraději poslal na Sibiř. Objevuje se však starý, nábožensky založený statkář Afanasij Vasiljevič Murazov (další kladný typ statkáře), původem mužik, který se za Čičikova přimlouvá. Čičikov tak opět uniká trestu, ovšem pod podmínkou, že se vzdá veškerého majetku a začne žít "nový život".

## Hodnocení
Dle T. G. Masaryka
| „                                               | Gogolův realismus je umělecky omezený: nedaří se mu žádný větší, složitější dílo, dovede jen reprodukovat, co spatřil; Mrtvé duše ani Revizor nejsou díla umělecká, jsou to jen jednotlivé perly charakteristiky, přířazené k sobě. | “ |
| — Tomáš Garrigue Masaryk. Rusko a Evropa, sv. 3 | |   |

## Filmové adaptace
- Mrtvé duše (1909, Мёртвые души), Rusko, režie Petr Čardynin, němý film,
- Mrtvé duše (1960, Мёртвые души), Sovětský svaz, režie Leonid Trauberg,
- Mrtvé duše (1968, Мёртвые души), Sovětský svaz, režie Alexandr Bělinskij, televizní film,
- Mrtvé duše (1984, Мёртвые души), Sovětský svaz, režie Michail Švejcer, televizní film,
- Případ mrtvých duší (2005, Дело о мёртвых душах), Rusko, režie Pavel Lungin, televizní film.

## Česká vydání
- Mrtvé duše, Ignác Leopold Kober, Praha 1862, přeložil Emanuel Vávra, tři svazky,
- Dobrodružství Čičikova, aneb, Mrtvé duše, Jan Otto, Praha, 1891, přeložil Ignác Hošek, znovu 1921.
- Mrtvé duše, aneb, Příhody Čičikova, Václav Řezníček, Praha, 1894, přeložil Karel Havlíček Borovský,
- Dobrodružství Čičikovova neboli Mrtvé duše, Stanislav Minařík, Praha 1928, přeložil Stanislav Minařík,
- Dobrodružství Čičikova, aneb, Mrtvé duše, Družstevní práce, Praha 1931, přeložil Antonín Poláček,
- Mrtvé duše, Svoboda, Praha, 1947, přeložili Pavel a Olga Bojarovi, znovu 1948, Práce, Praha 1952, SNKLHU, Praha, 1955 a Naše vojsko, Praha 1959.
- Výbor z díla II. Svoboda, Praha 1949, svazek kromě dramat obsahuje Mrtvé duše v překladu Pavla a Olgy Bojarových.
- Mrtvé duše, Odeon, Praha, 1968, přeložila Naděžda Slabihoudová, znovu 1975 a 1987, Lidové nakladatelství, Praha 1979, Práce, Praha 1985, Academia, Praha 2000 a Levné knihy KMa, Praha 2002,
- Mrtvé duše, Odeon, Praha, 2016, přeložil Milan Dvořák.

## Dramatizace
- Čs. rozhlas 1959, překlad a dramatizace románu Karel B. Palkovský, hudba Vadim Petrov, režie Oldřich Hoblík. Osoby a obsazení: Pavel Ivanovič Čičikov: Ilja Prachař, Nastazie Petrovna Korobočková, statkářka: Jaroslava Vacková, Selifan, kočí u Čičikova: Rudolf Široký, Fetiňa, služka u Korobočkové: Josefa Pechlátová, Hostinská: Anna Melíšková, Nozdrev, statkář:František Vnouček, Mižujev, jeho švagr statkář: Karel Fořt, Manilov, statkář: Václav Vydra, Lízinka, jeho choť: Anna Somolová, Předseda soudu: Bedřich Veverka,, Příjemná dáma Sofie Ivanovna: Lída Vostrčilová, Velmi příjemná dáma Anna Grigorjevna: Lída Otáhalová, Gubernátor: Josef Bělský,, Liza, jeho dcera: Olga Sluníčková, Gubernátorka: Nina Vasmutová, Policejní ředitel: Antonín Kandert, Ředitel státních továren: Miloš Liška, prokurátor: František Kreuzmann, a další.